# Whakakai
Whakakai — рід вусатих китів з пізнього олігоцену (чатський) Кокоаму Грінсанд у Новій Зеландії.

## Класифікація
Філогенетичний аналіз показує, що Whakakai за межами верхівки Mysticeti є сестринським таксоном до Horopeta.